# Sámi soga lávlla
Sámi soga lávlla (Píseň sámské rodiny) je národní hymna Sámů. Původně se jednalo o báseň napsanou Isakem Sabou, která byla poprvé vydána v sámských novinách Sagai Muittalægje 1. dubna 1906. Národní hymnou byla ustanovena v srpnu 1986. Arne Sørli pak k hymně složil i hudbu, která byla přijata na 15. Sámské konferenci v roce 1992 v Helsinkách.
Text hymny byl přeložen do všech sámských jazyků. Do skoltské sámštiny ji přeložila Anni Feodoroff a do inarijské sámštiny ji přeložil Matti Morottaja.

## Text hymny
| Sámi soga lávlla (severní sámština) Guhkkin davvin Dávggáid vuolde sabmá suolggai Sámieatnan. Duottar leabbá duoddar duohkin, jávri seabbá jávrri lahka. Čohkat čilggin, čorut čearuin allanaddet almmi vuostái. Šávvet jogat, šuvvet vuovddit, cáhket ceakko stállenjárggat máraideaddji mearaide. Dálvit dáppe buolašbiekkat, muohtaborggat meariheamit. Sámisohka sieluin mielain eahccá datte eatnamiiddis: Mátkálažžii mánuheabit, giđđudeaddji guovssahasat, - ruoškkas, ruovggas rođuin gullo, juhca jávrriin, jalgadasain, geresskálla máđiid miel. Ja go geassebeaivváš gollut mehciid, mearaid, mearragáttiid, golli siste guollebivdit suilot mearain, suilot jávrriin. Gollin čuvget čáhcelottit, silban šovvot sámieanut, šelgot čuoimmit, šleđgot áirrut, luitet olbmát lávllodemiin geavgŋáid, guoikkaid, goatniliid. Sámieatnan sohkagoddi – dat lea gierdan doddjokeahttá goddi čuđiid, garrogávppiid, viehkes vearrevearroválddiid. Dearvva dutnje, sitkes sohka! Dearvva dutnje, ráfi ruohtas! Eai leat doarut dorrojuvvon, eai leat vieljain varat vardán sámi siivo soga sis. Máttarádját mis leat dovle vuoitán vearredahkkiid badjel. Vuostálastot, vieljat, miige sitkatvuođain soardiideamet! Beaivvi bártniid nana nálli! Eai du vuoitte vašálaččat, jos fal gáhttet gollegielat, muittát máttarmáttuid sáni: Sámieatnan sámiide! | Sää'msooǥǥ laull (skoltská sámština) Ku'ǩǩen tâ'vven Juu’se vue'lnn, Sää'm čiõkk, Sää'm jânnam. Tuõddâr kuâsttai tuõddâr tue'ǩǩen, jääu'r špelkka jääu'r veâlgga. Ceägg tuõddâr čokk laaǥǥ, pajjna'dde ââ'lm vuâstta. Šuâlee jooǥǥ, šuuvee väär, ceägg njaarǥ ru'vddrââ'dd cäkkâ'tte šuârm miâr vuâstta. Vaččai tääi'b lie tä'lvv fiõlli, piõgg da porgg lie meä'rte'mes. Sää'm sokk siõlin miõlin tõndiõtt väimstes rää'ǩǩast jânnmes. Joođjid, määtklaid mään čuâvad, tâ'vven pue'lle kuuskõõzz ââ'lmest. Ruåčkâs, ruõvggâs rååđain kollai, groom teâudd jääu'rid, jie'ğğid. Če'rres kuâlkkân tä'lvvǩeäi'n mie'ldd. Na ǥo ǩie’ss peeivaž kållad, mie'ccid, miârid, jäu'rr’reeddaid, kå'llǩimaldõõzzâst kue'llšii'lli so'ǩǩe miârin, so'ǩǩe jääu'rin. Ko'llen čue'vve čää'cclåådda, silbbân čue'vve Sää'mveerd, čuâlmma čuâlmain, leädggad ääirain, so'ǩǩe, lue'štte oumma lääu'lee'l kuõškid, ǩeâuŋsid, sâvvnid. Sää'mjânnam sokk’kå'dd tät lij ǩeârddam koddjireeisaid, ko'ddičuuđid, kårrkaau'pid, smuuđ veä'reld piiđva'lddjid. Tiõrv Tu'nne, si'tǩǩes sokk tiõrv, rää'ǩǩes rääuh maadd! Jeäla tuäraid tuärrvuättam, jeäla viilljeez võõr vuârdtama saa'mi sijvâs sooǥǥ se’st. Maaddârää'jj mee’st lie tuu'l vuäittam veä'reld tue'jjeei pâ'jjel. Vuâsttlâ’sttep viillj, mij še, sitkkâdvuõđin suä'rddeejeem! Sokk rää'ves Pei'vvpäärnai ij tuu vuei't vâjjlažžad jõs veâl määttak kå'llǩiõlad, mooštak maaddâr maddji saa'nid: Sää'mjânnam saa'mi lij! | Säämi suuvâ laavlâ (inarijská sámština) Tääbbin tavveen Távgái vyelni mist lii stuorrâ Säämieennâm. Tuodâr liäbbáá tuoddâr tyehin, jävri šiärráá jäävri alda. Čoheh čielgijn, čoroh čuumâin alanedeh alme vuástá. Šäävvih juuvah, šuveh vyevdih, cäähih ciägu stälinjaargah meendu muávroo meerâ siis. Tälviv tääbbin puolâšpiegah, muotâpuurgah merettemeh. Säämi suuhâ siäloin mieláin iäccá kuittâg enâmijdis. Má háliist láá mánutteveh, ki ordeijee kuovsâkkâsah, ruoškâs, ruovgâš roo oin kulloo, juucâ jaavrijn, jolgâdâsâin, kerrisskaalâ maa ij mield. Já ko kesipiäiváš páštá meecijn, meerâin, merâriddoin, kole siste kuálásteijeeh suiloh meerâin, suiloh jaavrijn. Kollen čyevih čäcilodeh, silbân kolgeh Säämi juuvah, šiälguh čyeimih, šaleh ááiruh, lyeštih almaah lávlustâlân kiäv áid, kuoškâid, kuánilijd. Säämieennâm suhâkodde tot lii killám toijuuhánnáá koddee čuu ijd, karokaavpijd, viehis veriviäru väldeid. Tiervâ tunjin, si hes suuhâ! Tiervâ tunjin, ráávhu ruotâs! Tust láá suá ih so âhánnáá, viiljâin vorrâ vardehánnáá. Sijvo suuhâ sämmilâš! Madâräijiheh láá tovle vuáittâm verrušeijee vievâid. Vuástálistup viiljah mij-uv si hesvuo áin suárdálâsâid Peeivi parnij noonâ nääli, iä tuu vyeiti vajaliihkin, jis tun toolah kollekielâd, muštáh maddârijdâd sääni: Säämieennâm sämmiláid! | Píseň sámské rodiny (anglicky) 1. Far up North 'neath Ursa Major Gently rises Saamiland. Mountain upon mountain. Lake upon lake. Peaks, ridges and plateaus Rising up to the skies. Gurgling rivers, sighing forests. Iron capes pointing sharp Out towards the stormy sea. 2. Winter time with storm and cold Fierce blizzards. Saami kin, with hearts and souls Their lands do love. Moonlight for the traveller, Living Aurora flickering, Grunt of reindeer heard in groves of birch, Voices over lakes and open grounds, Swish of sled on winter road. 3. Summer's sun casts golden hues On forests, seas and shores. Fishermen in gold, swaying With the golden seas, golden lakes. Silver Saami rivers gurgling 'round sparkling poles, shining oars. Singing, men float down Rapids, great and small, And waters calm. 4. Saamiland's people With unbending strength Defeated killing enemies, bad trades, Sly and evil thieves. Hail thee, tough Saami kin! Hail thee, root of freedom! Never was there battle, Never brother's blood was spilt Amongst the peaceful Saami kin. 5. Our ancestors long ago Trouble makers did defeat. Let us, brothers, also resist Staunchly our oppressors. Oh, tough kin of the sun's sons, :Never shall you be subdued If you heed your golden Saami tongue, Remember the ancestors' word. Saamiland for Saami! |